# Placopsis albida
Placopsis albida är en lavart som först beskrevs av Kremp., och fick sitt nu gällande namn av I. M. Lamb. Placopsis albida ingår i släktet Placopsis och familjen Trapeliaceae.   Inga underarter finns listade i Catalogue of Life.